# Powstanie tkaczy śląskich
Powstanie tkaczy śląskich – zbrojny zryw tkaczy z Bielawy (niem. Langenbielau) i Pieszyc (niem. Peterswaldau) na Dolnym Śląsku, domagających się podniesienia płac oraz poprawy warunków bytowych, mający miejsce w 1844 roku.
Doprowadził do wystąpień w innych okręgach przemysłowych Przedgórza Sudeckiego. Bunt został krwawo stłumiony przez wojska pruskie. Śląskie powstanie tkaczy z 1844 r. wpisywało się w ówczesne nastroje społeczne regionu sowiogórskiego. W latach 1785/86, 1793 i 1798 miały miejsce wystąpienia na dużo większą skalę. Na ich tle bunt z 1844 r. nie był ani największy, ani najbardziej burzliwy, mimo to jego znaczenie było szczególne. Po raz pierwszy bowiem zjawisko lokalne stało się istotnym wydarzeniem o znaczeniu ponadregionalnym – w tym kontekście wpisując się w rewolucję 1848 roku.

## Sytuacja polityczno-społeczna na Dolnym Śląsku w przededniu powstania
Rewolucja przemysłowa w Europie wpłynęła na dynamiczny rozwój gospodarczy Śląska, który stał się najbardziej uprzemysłowionym regionem Prus. Zwiększenie produkcji spowodowało wzrost liczby ludności Dolnego Śląska. Od wieków tkactwo było tradycyjnym zajęciem wielu mieszkańców Przedgórza Sudeckiego, a możliwość zatrudnienia w fabrykach przyciągała wielu biednych mieszkańców terenów wiejskich. W konsekwencji w regionie było zbyt wielu chętnych do pracy. Rozwój przemysłu włókienniczego w żaden sposób nie przełożył się na poprawę warunków pracy i życia osób w nim zatrudnionych. W połowie XIX w. sytuacja uciśnionej klasy robotniczej, wyzyskiwanej przez właścicieli manufaktur i fabrykantów, stała się dramatyczna. Dwunastogodzinny dzień pracy wprowadzany przez właścicieli fabryk, m.in. Zwanzigera z Pieszyc, zmuszał robotników do pracy za głodową pensję.
Fatalne warunki zatrudnienia, niedożywienie i przemęczenie przyczyniało się do wielu wypadków. Nieludzki wyzysk, pozbywanie się pracowników chorych i niewydajnych oraz zastępowanie ich nowymi, jeszcze gorzej opłacanymi, doprowadziły do katastrofalnego położenia tkaczy i ich rodzin. Czynniki te doprowadziły do wzrostu niezadowolenia społecznego i wybuchu zamieszek.

## Przebieg powstania
W 1844 r. w wyniku kryzysu sprzedaży wyrobów tekstylnych w zakładach włókienniczych na Dolnym Śląsku rozpoczęły się masowe zwolnienia, a także drastycznie obniżono pensje. Sytuacja była bardzo napięta, a pogłoska jakoby fabrykant Zwanziger z Pieszyc miał zatrudnić 300 osób do pracy za najniższą stawkę doprowadziła do eskalacji niepokojów. Zamieszki rozpoczęły się w Pieszycach 4 czerwca, kiedy to aresztowano jednego z demonstrantów zgromadzonych pod wytwórnią należącą do Zwanzigera. Niezadowolenie narastało, a zdesperowany tłum zdewastował kilka domów okolicznych fabrykantów i ruszył na fabryki. 5 czerwca zajścia miały miejsce również w Bielawie, spalono dom bielawskiego prominenta Friedricha Dieriga, ucierpiały także zakłady Hillberta i Andretzkiego. W tym samym dniu do miasta dotarły pierwsze oddziały wojska pruskiego, które przystąpiły do tłumienia buntu. Opór tkaczy został brutalnie stłumiony 6 czerwca. Bilans powstania to 12 zabitych i ok. 100 rannych.

## Znaczenie buntu tkaczy
Powstanie tkaczy odbiło się szerokim echem wśród robotników europejskich. Szczególnie widoczne było to na przykładzie Wrocławia, gdzie w związku z buntem w Bielawie i Pieszycach doszło do poważnych zaburzeń. W czasie zamieszek wznoszono okrzyki wspierające zbuntowanych tkaczy. 50 uczestników tych wydarzeń zostało aresztowanych, a 18 spotkało kara więzienia i chłosty.
Wilhelm Wolff, wrocławski publicysta, nauczyciel i polityk, bliski znajomy Karola Marksa i Fryderyka Engelsa, o wydarzeniach z 1844 r. powiedział: Wierzcie mi, jeśliby powstanie tkaczy przeciągnęło się nieco dłużej, poważne zaburzenia zaczęłyby się i wśród nas''. ''Sprawa tkaczy jest także i naszą sprawą. Sam Engels stwierdził, że sowiogórskie powstanie wpłynęło na wybudzenie proletariatu z „letargicznego snu”. Zainteresowanie zrywem dolnośląskich tkaczy nie malało z biegiem lat, obrastając z czasem w legendę wolnościowego buntu, którego przyczyn należałoby szukać w braku poszanowania dla godności pracy ludzkich rąk.

## Echa buntu tkaczy sowiogórskich we współczesnej kulturze

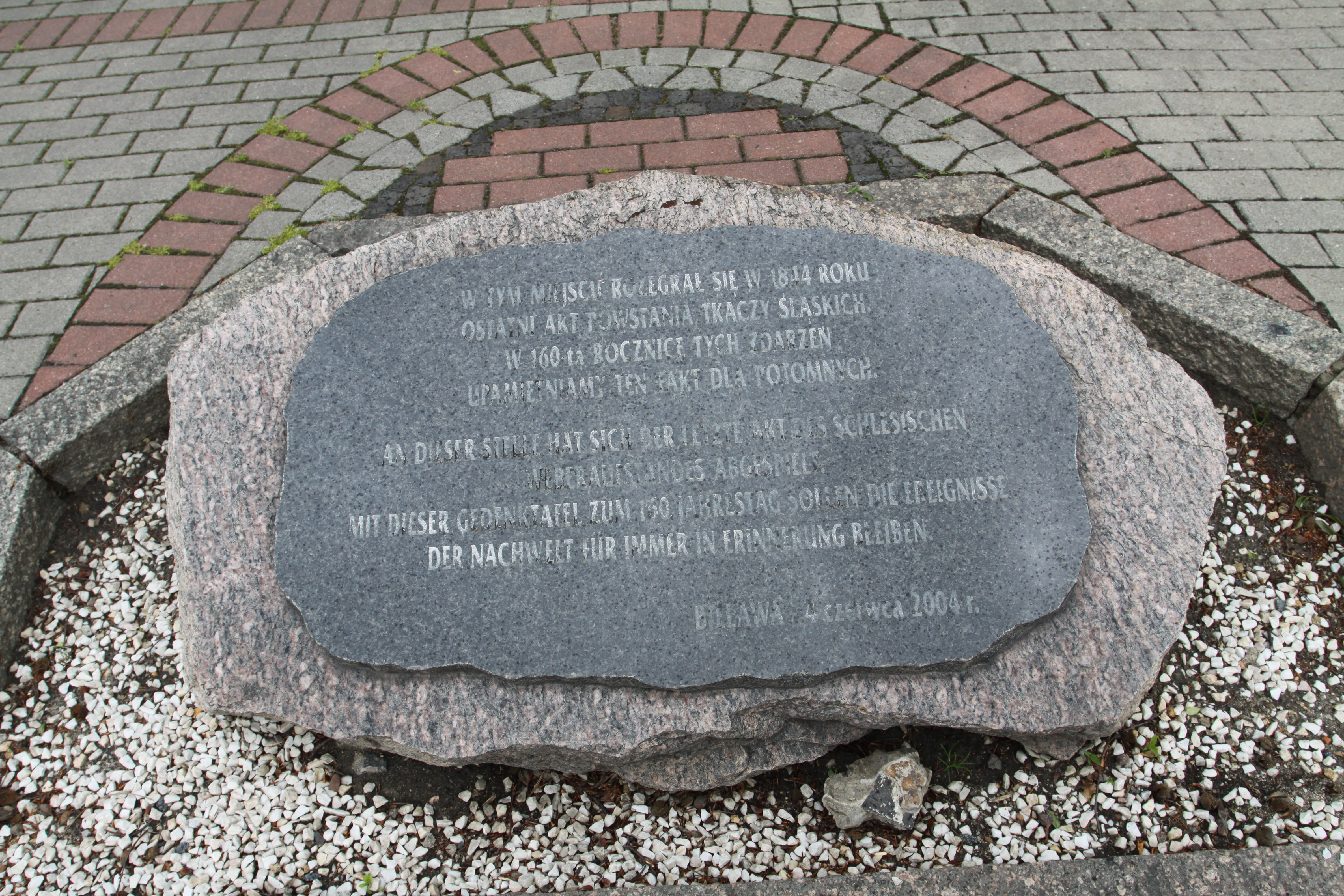
Kamień w Bielawie upamiętniający powstanie tkaczy śląskich

Niemiecki dramaturg Gerhart Hauptmann poświęcił zdarzeniom z 1844 r. utwór pt. Tkacze, który wywarł wpływ na innych twórców, takich jak Käthe Kollwitz – niemiecka rzeźbiarka i graficzka, i Friedrich Zelnik – niemiecki reżyser. W Bielawie sztuka Tkacze została pierwszy raz wystawiona na deskach Teatru Robotniczego w 1954 r.